# Forbante (figlio di Lapite)
Forbante (in greco antico: Φόρβας?, Phòrbās) è un personaggio della mitologia greca. Fu un principe della Tessaglia.

## Genealogia
Figlio di Lapite e di Orsinome (figlia di Eurinome), sposò Irmine (Ὑρμίνη, figlia di Epeo), con cui ebbe i figli Augia, Attore e Tifide, anche se secondo altre fonti il padre naturale di Augia potrebbe essere Eleo.

## Mitologia
Già principe della Tessagia, si stabilì ad Elea dove si alleò con il re della città (Alettore) il quale, preoccupato della rivalità con Pelope, ottenne i favori di Forbante dandogli in cambio una parte del suo regno. Questi territori in seguito furono ereditati Augia ed Attore.
Si dice anche che sia stato un amante eromenos di Apollo.